# 大和房屋工業
大和房屋工業（日语：／ Daiwa Hausu Kōgyō Kabushiki-gaisha）是日本最大的房屋建筑商，也是一家大型房地产开发商、货运物流中心运营商，业务涉及工厂、商场、酒店等的建造和开发。日經平均指數成份股之一。

## 历史
1955年，该公司由石橋信夫创立于大阪，2009年成立大和房屋（中国）投資有限公司。